# 김진형 (1949년)
김진형 (金鎭衡, 1949년 3월 27일 - )은 대한민국의 컴퓨터과학자이며, 인공지능 연구자, 교육자이다.

## 생애
1973년부터 KIST에서 소프트웨어 개발자로서 일했다. UCLA에서 Judea Pearl 교수의 지도 아래 컴퓨터과학 박사학위를 받은 후 미국 휴즈 연구소에서 인공지능을 연구했으며 1985년부터 2014년까지 KAIST 전산학부에서 인공지능연구실을 이끌며 약 100명의 석박사 전문인력울 양성했다. 현재는 명예교수. 
그의 연구 관심은 인공지능, 그 중에서도 베이시안 네트웍, 신경망, 패턴인식  분야다. KAIST에서 인공지능연구센터(Center for AI Research, CAIR) 소장 등을 역임했다. 1985년 정보과학회 인공지능연구회 설립을 주도하고 초대 연구회장을 역임했다. 환태평양인공지능학술대회 설립에 참여하고 1992년 제2회 대회(서울)의 조직위원장으로 봉사했다. 국내 초기 인공지능 연구의 방향을 한글 및 한국어의 컴퓨터 처리에 관심을 갖도록 하는데 일조했으며, 2005년 서울에서 개최한 국제문서인식학술대회의 대회장으로 봉사했다. 
1995년부터 1999년까지 한국과학기술정보연구원 원장으로 근무했다. 2010년 (사)앱센터운동본부를 설립하여 모바일 앱 활성화를 위하여, 다수의 스타트업 위크엔드, 핵커톤 등의 행사를 조직 운영했다. 이 조직은 지금 사회적 약자들을 위한 소프트웨어교육 봉사에 집중하고 있다.
2014년 소프트웨어정책연구소 설립을 주도하고 초대 소장을 역임하며 여러 소프트웨어 중심사회 정책을 제안, 홍보했으며, 2014년부터 2017년까지 공공데이터전략위원회 민간위원장으로서 국가의 공공데이터 전략을 수립했다. 2016년 지능정보기술연구원( 2018년 ㈜인공지능연구원으로 개명) 설립에 참여하였다. 2019년부터 2021년8월까지 중앙대학교에 석좌교수로 근무했다. 2021년 9월 인천재능대학교 총장으로 부임했다. 이 학교를 AI교육 중심으로 만들기 위하여 여러 가지 개혁 사업을 추진하고 퇴임했다.    
한국과학기술한림원, 한국공학한림원의 원로회원, 한국정보과학회, 한국인지과학회 및 대한의료정보학회 회장을 역임했다. 국제패턴인식학회 석학회원이며. 2001년에 홍조근조훈장, 2015년에 동탑산업훈장, 2010년에 인터넷 대상(개인공로부문), 2010년 대통령상 (한글 발전 공로), 2017년 공학한림원 일진상을 수상했다.

## 저서
- KAIST 김진형 교수에게 듣는 AI 최강의 수업,  발행일: 2020년 11월 20일, (주)매경신문사,  쪽  수: 374쪽,  ISBN: 979-11-6484-190-5 (03550),  키워드:  AI; 인공지능; 딥러닝; 기계학습; 자율주행; 챗봇 병렬현실; 비전시스템; 딥페이크; 왓슨; 알파고
- AI와 사회변화, (공동 집필) - 발행일 2022년6월22일, 소이문화연구원 AI연구회,  ISBN 979-11-90116-68-8
- 청소년을 위한 AI 최강의 수업, 김태년과 공동 집필, 2021년 10월 30일, (주)매경출판, ISBN 979-11-6468-329-9 (03550)
- 명강의에서 길을 찾다,(공동 집필) - 발행일 : 2017년 7월, 펴낸 곳: 국가공무원인재개발원
- 계단을 오르니 바람이 새로웠다 (공동 집필)ㅡ 발행일: 2020년 6월 20일, 펴낸 곳:  도서출판 자유미디어, ISBN: 978-89-97467-20-4   키워드 : 한국사회 중견원로 20인의 도전과 열정 40년
- 인공지능 이론과 실제, (공동 번역) - 원저자 ; Thomas Dean, James Allen, Yiannis Aloimonos, 발행일: 1998년, 발행처: (주)사이텍미디어, ISSN: 89-386-1031-4
- 국가발전 리더들이 토론하다, (공동 집필) - 발행일 2015년 12월 17일, 펴낸 곳: 한국과학기술단체총연합회, ISBN 979-11-85517-05-6
- Digital Power 2021: SW가 주도하는 미래사회의 비전 (공동 집필) - 발행일 : 2021년 1월22일, 펴낸 곳: 하다, ISBN: 978-89-97170-62-3
- Digital Power 2022: 디지털 대전환과 미래 변화 (공동 집필) - 발행일 : 2021년 11월4일, 펴낸 곳: 하다, ISBN: 978-89-97170-66-1